# Hendrik Verhees
Hendrik Verhees (Boxtel, gedoopt 7 december 1744 - aldaar, 23 april 1813) was een Nederlands politicus, architect, tekenaar, aquarellist, cartograaf en aannemer.

## Leven en werk
Verhees was een zoon van timmerman en molenmaker Hendrik Verhees sr. en Maria van der Sleijden. Hij was het op een na oudste kind in een gezin met dertien kinderen. Hij werd geboren in het huis 'De Brouwkuyp' op de hoek van Markt en Clarissenstraat in Boxtel. Het grootste deel van zijn leven bleef hij in dit huis wonen. Verhees jr. begon zijn loopbaan als timmerman, en vanaf 1765 deed hij het onderhoud van de Boxtelse kerk en het domineeshuis. Ook was hij aannemer van de straatweg van 's-Hertogenbosch naar Luik.
Voor het kaartenmakersvak was hij in de leer bij de Boxtelse kaartenmaker Jan François van de Weyer en mogelijk heeft hij ook lessen gevolgd op de Leidse school van de Duytsche Mathematique. Vanaf 1767 tekende hij landkaarten, met name van steden en gebieden uit Staats-Brabant. In de loop van zijn leven heeft hij vele kaarten gemaakt in opdracht van zowel diverse overheden als particulieren. Een van zijn bekendste kaarten is de zogenaamde de Meierijkaart van het oostelijk gedeelte van Staats-Brabant.
Daarnaast was hij werkzaam als architect, waarbij hij betrokken was bij de bouw van een groot aantal kerken. Hij ontwierp raadhuizen voor Drunen, Erp, Liempde, Sint-Michielsgestel, Tilburg en het schepenhuis van Budel. Hij was betrokken bij de restauraties van Kasteel Stapelen te Boxtel en van De Strijdhoeve te Udenhout. Ook was hij waterstaatkundige en kenner van de rivieren en waterlopen in de Meierij. Deze kennis bracht hij in praktijk bij het ontwerp van de Kilsdonkse watermolen in Dinther. In 1785 won hij een prijsvraag, uitgeloofd door het Bataafsch Genootschap der Proefondervindelijke Wijsbegeerte, met zijn antwoord op de vraag "of er een scheepvaartkanaal kon worden aangelegd van Den Bosch tot aan Luik". Zijn antwoord inspireerde indirect tot de aanleg van de Zuid-Willemsvaart.
Verhees bekleedde vele openbare functies. Hij was onder meer schepen van Boxtel. Verhees was als patriot lid van de Vaderlandsche Sociëteit. In 1790 werd hij als bestuurder afgezet, maar twee jaar later keerde hij als president-schepen weer terug op het politieke toneel. Daarna vervulde hij diverse politieke functies op provinciaal en landelijk niveau. Hij was in 1795 en in 1796 lid van de Vergadering van (provisionele) representanten van het Volk van Bataafs Brabant. Landelijk was hij achtereenvolgens lid van de Eerste en van de Tweede Nationale Vergadering, lid van de Constituerende Vergadering en lid van de Tweede Kamer en van de Eerste Kamer van het Vertegenwoordigend Lichaam. Van 1811 tot 1813 was hij zowel vrederechter te Boxtel als lid van de raad van het arrondissement 's-Hertogenbosch.
Van het grootste belang zijn zijn schetsen van oude bouwwerken die hij van 1787-1809 maakte tijdens zijn reizen door Noord-Brabant, Holland, Gelderland en Limburg. Dit betrof vooral kerkelijke gebouwen. Ook vervaardigde hij aquarellen.
Verhees bleef ongehuwd.

## Stichting Hendrik Verhees
In december 2003 werd de stichting Hendrik Verhees opgericht met als doel de bevordering van de kennis van de cultuurgeschiedenis van Boxtel en de Meierij van 's-Hertogenbosch.

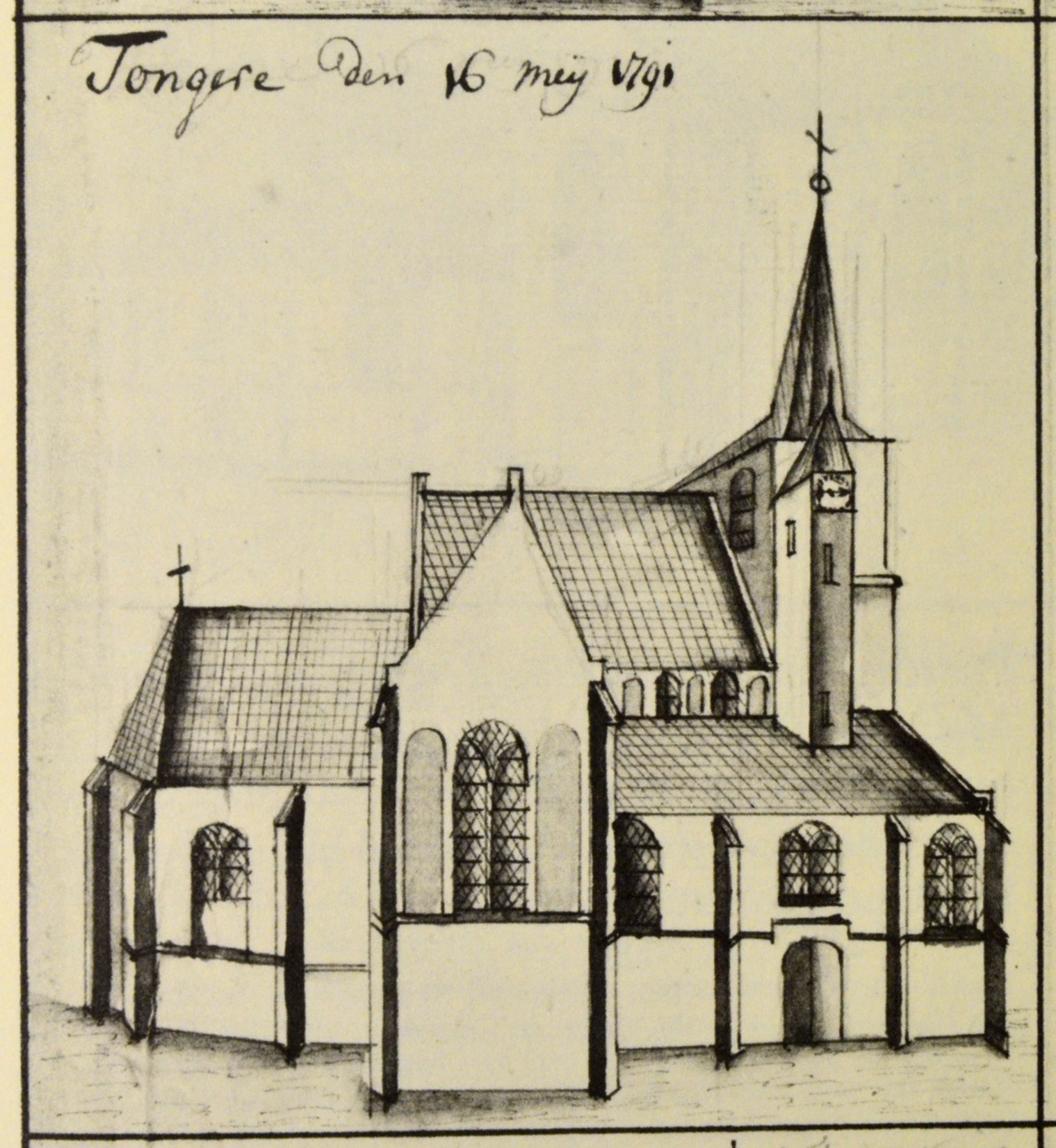
Schets van de voormalige Sint-Martinuskerk te Tongelre (Eindhoven) gemaakt door Hendrik Verhees in 1791
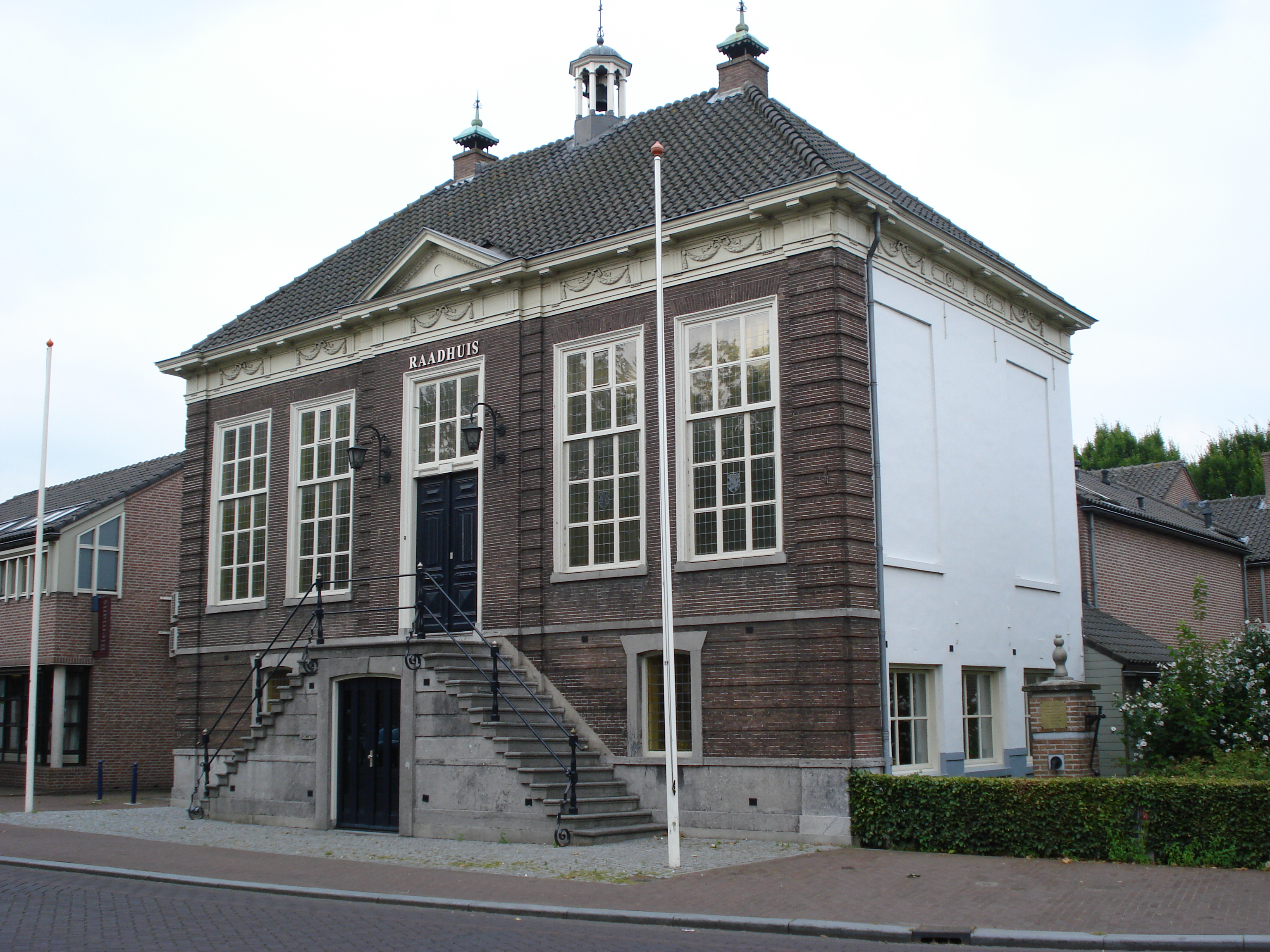
Het door Verhees ontworpen raadhuis van Erp
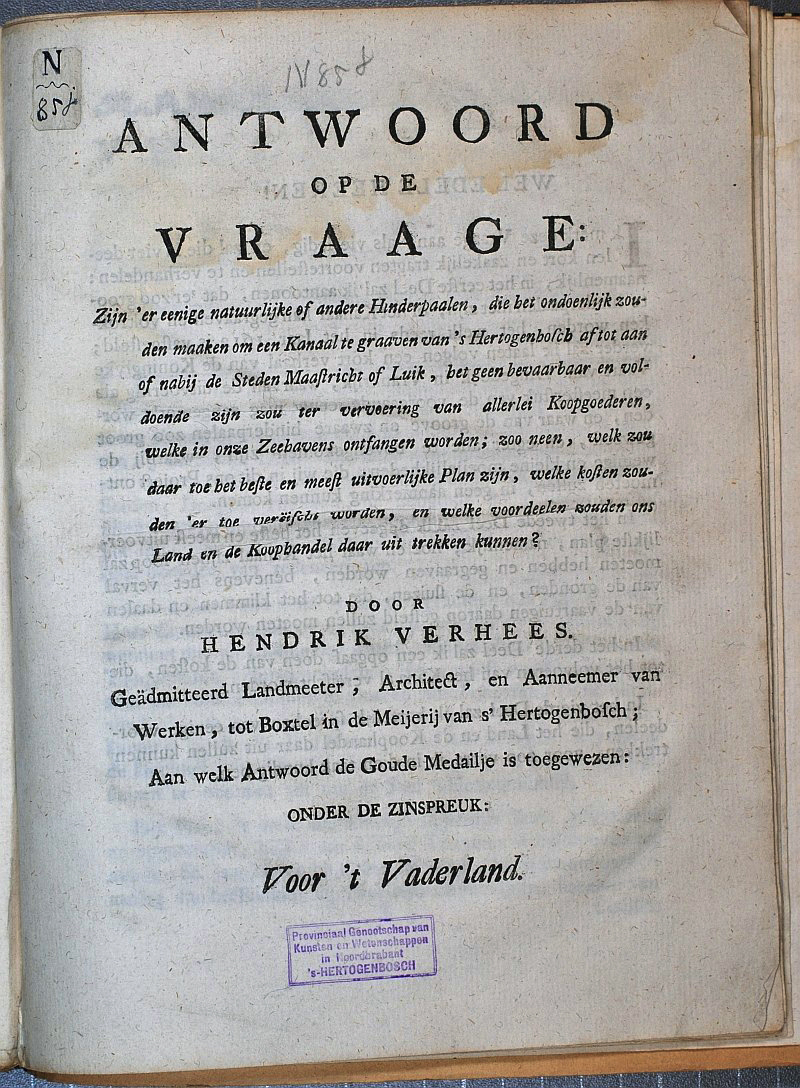
Toekenning prijs aan Hendrik Verhees (1785)

- Biografisch Portaal: 25830990
- Digitale Bibliotheek voor de Nederlandse Letteren: verh096
- Gemeinsame Normdatei: 130026050
- International Standard Name Identifier: 0000 0000 6685 4114
- Nederlandse Thesaurus van Auteursnamen: 073170283
- Parlement.com: vg09llx586sw
- RKD-Nederlands Instituut voor Kunstgeschiedenis: 291854
- Union List of Artist Names: 500043367
- Virtual International Authority File: 6028013
- WorldCat: E39PBJmHGytYpkMQCfYDH8WkXd